# Psychotria ruelliifolia
Psychotria ruelliifolia là một loài thực vật có hoa trong họ Thiến thảo. Loài này được (Cham. & Schltdl.) Müll.Arg. miêu tả khoa học đầu tiên năm 1881.